# The Ducktators
The Ducktators é um desenho em preto e branco de Looney Tunes, produzido pela Leon Schlesinger Productions e lançado em 1942 pela Warner Bros. Dirigido por Norman McCabe, o desenho animado satiriza vários eventos da Segunda Guerra Mundial. O título é um trocadilho com as palavras duck (pato em inglês) e dictator (ditador em inglês).

## História
O desenho se passa em uma fazenda, começando com alguns patos, gansos e galinhas sendo mostrados. Após alguns breves momentos, dois patos (que esperam um patinho) vão até o ovo de cor preta incomum quando começam a chocar. Quando o ovo choca, um patinho com aparência de Adolf Hitler surge e grita "Sieg Heil!" enquanto faz a saudação nazista.
Depois que o tempo passa, o pato Hitler cresce na idade adulta, fazendo discursos agressivos com outros patos e gansos. Um ganso, representando Benito Mussolini, concorda com ele e faz a saudação nazista. Posteriormente, é exibido um cartão postal de The Management of the Theatre, que diz "Desejamos desculpas aos BONS PATOS e aos GANSOS que podem estar na platéia". O pato Hitler, em seguida, reúne um grupo de soldados para se juntar a ele em seu próprio exército, as Potências do Eixo, incluindo um personagem semelhante ao Patolino, que afirma ser do sul da Alemanha e fala com uma voz mais tarde usada por Foghorn Leghorn. O ganso Mussolini faz um discurso para o único ouvinte: um patinho que foi forçado a ficar e aplaudir. Após esses acontecimentos, tropas de tempestade são enviadas marchando pela área, enquanto a Pomba da Paz (imitação de Charles Laughton citando poesia, possivelmente representando Franklin Roosevelt ou o apaziguador Neville Chamberlain), lamenta o que está acontecendo ("Eles esqueceram? É o amor que está certo, e nada é ganho por demonstração de força".)
Um grupo de galinhas e o ganso Mussolini é então visto no que parece ser uma Conferência de Paz, na qual o pato Hitler dá um tapa no ganso Mussolini por participar dele e coloca o tratado de paz recém-assinado em uma trituradora, e todo mundo na área da Conferência de Paz brigam entre si.
Outro pato com dentes grandes e óculos redondos segurando a bandeira do Império do Japão, representando Hideki Tojo, é visto nadando pela água e colocando a bandeira (com as palavras "Ilha do Mandato Japonês" escrita no verso da bandeira) em um pequena ilha que acaba por ser uma tartaruga, que emerge da água e persegue o pato, batendo-o com o sinal "Ilha do Mandato Japonês", pois agora ele está em pé de guerra contra Tojo. O pato japonês tenta deixar de ser espancado exibindo um distintivo que diz: "Sou chinês", mas sem sucesso. "Sim, e eu sou sopa de tartaruga simulada!" grita a tartaruga enfurecida sarcasticamente. Uma legenda abaixo do crachá afirma que foi fabricado no Japão, o que pode explicar por que a tartaruga não comprou o ardil.
Os três (Pato Hitler, Ganso Mussolini e Pato Tojo) são vistos marchando pelo campo enquanto cantam uma paródia de "One, Two, Buckle My Shoe" ("Um dois, abotoe o sapato". Três quatro, fechem a porta honrosa"), eles se juntam a um patinho recém-nascido direto de um ovo, que tem um sotaque espanhol suave, aludindo à suposta quarta roda do império nazista: o ditador espanhol Francisco Franco ou o ditador argentino Pedro Pablo Ramírez.
A Pomba então tenta argumentar com os Poderes do Eixo. No entanto, eles o ignoram e o pisam. Com seu temperamento atingindo um ponto de ruptura, a Pomba grita com os Poderes do Eixo para "PARAR!!". A pomba começa a combater o pato Tojo, que está esfregando as mãos de uma maneira sinistra, o pato Hitler e o ganso Mussolini, bem como seus soldados da tempestade. Com a ajuda de um grupo de galinhas, o filhote que foi forçado a torcer pelo ganso Mussolini antes de ser capturado (como ele foi resgatado não é explicado), um coelho maluco com bigode (personificando Jerry Colonna e possivelmente representando Joseph Stalin) empunhando um grande martelo de madeira como arma e se escondendo em um cano que ele também usa para transporte e um Minuteman que emerge de um pôster que diz "Para a vitória, compre títulos de vitória dos Estados Unidos" e dispara seu mosquete contra o trio em fuga, a Pomba derruba os poderes do eixo e salva o dia.
Anos depois, a Pomba, agora um corajoso herói de guerra, tem dois filhos (um chamado "Peace" e o outro "Quiet"). a Pomba explica a seus filhos que, embora ele odeie a guerra, ele escolheu ser corajoso e enfrentar os Poderes do Eixo. a Pomba, em seguida, aponta para seus filhos que seus inimigos (os patos Hitler e Tojo e o ganso Mussolini) agora são troféus de cabeça de alce taxidermizados acima de sua lareira em aparências surradas.
A mensagem final do desenho animado afirma para o público americano que se eles desejam derrotar os Poderes do Eixo e trazer a paz ao mundo mais uma vez, tudo o que eles precisam fazer para garantir a vitória do país é comprar Títulos e Selos dos Estados Unidos.